# 恩斯特 (巴伐利亞公爵)

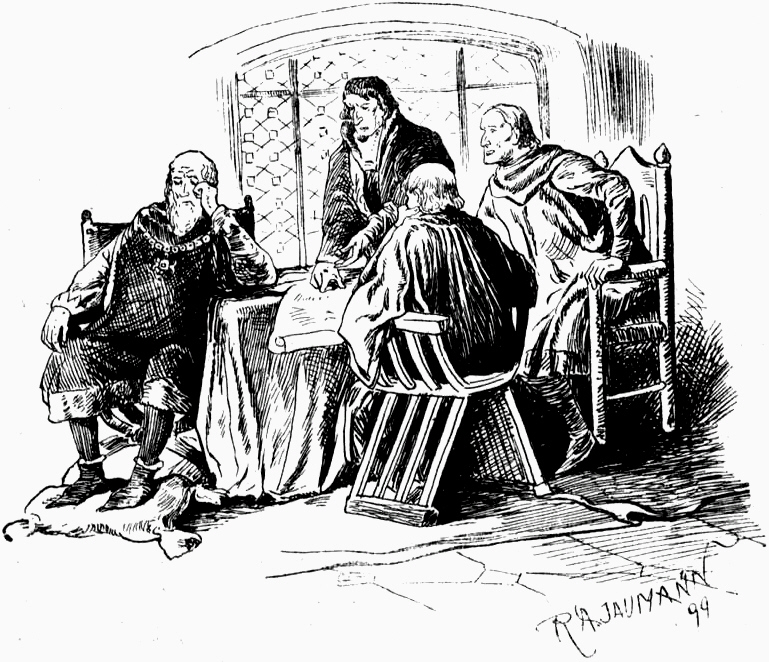
巴伐利亞-慕尼黑公爵恩斯特與其議員（由R. A. Jaumann 於1899年繪製）

恩斯特一世（1373年—1438年7月2日），維特爾斯巴赫家族成員，巴伐利亞-慕尼黑公爵（1397年—1438年在位）。巴伐利亞-慕尼黑公爵約翰二世與第一任妻子戈里齊亞的卡特琳的長子。
1397年，父親約翰二世逝世後，與他的弟弟威廉三世一起統治了巴伐利亞-慕尼黑公國。
恩斯特於1396和1410年鎖壓了慕尼黑市民的起義，並迫使他的伯父斯特凡三世於1402年將他的統治範圍限制在巴伐利亞-因戈爾施塔特。隨後，恩斯特仍然成功地與巴伐利亞-因戈爾施塔特的斯特凡三世和他的兒子（大鬍子）路易七世進行數次的戰鬥，並成功獲勝，他們亦成為巴伐利亞-蘭茨胡特公爵亨利十六世的盟友。
施特勞賓-荷蘭的維特爾斯巴赫家族斷絕後，恩斯特和他的弟弟威廉三世與堂兄弟巴伐利亞-蘭茨胡特公爵亨利十六世和巴伐利亞-因戈爾施塔特公爵路易七世戰鬥而爭取其遺下的領地，但最終於1429年獲得巴伐利亞-施特勞賓的一半，包括施特勞賓。
作為盧森堡王朝的盟友，恩斯特支持他被廢黜的妹夫文策爾一世反對自己的維特爾斯巴赫王朝旁支的新任國王魯普雷希特以及瓦特斯勞斯的弟弟西吉斯蒙德與揚·胡斯的支持者戰鬥。這導致北巴伐利亞被摧毀直到1434年。
當他的兒子阿爾布雷希特三世於1432年秘密與一名從奥格斯堡來的女僕阿格內絲·貝爾瑙爾結婚時，恩斯特下令將她謀殺並指控她使用巫術，阿格內絲被扔進多瑙河並淹死。然後，阿爾布雷希特三世前往投靠堂兄路易七世，並住在巴伐利亞-因戈爾施塔特，一起計劃對他父親恩斯特採取軍事行動。關於恩斯特行處死阿格內絲的正式理由可在其指示下找到，恩斯特於1435年10月28日發信給西吉斯蒙德皇帝並提出調解請求。與父親和解後，阿爾布雷希特三世於1436年與不倫瑞克-格魯本哈根的安娜結婚，並與他育有十名孩子。因阿格內絲·貝爾瑙爾的處決而受到擾亂得而平息，與兒子的內戰最終以和解而告終。
恩斯特兩年後在慕尼黑去世，他與妻子被安葬在慕尼黑聖母主教座堂。

## 家庭
恩斯特於1395年1月26日在伊尔姆河畔普法芬霍芬與貝爾納波·維斯孔蒂的女兒伊麗莎白·維斯孔蒂，並育有以下子女：
1. 阿爾布雷希特（1401年3月23日生於慕尼黑–1460年2月29日歿於慕尼黑）。
2. 比阿特麗克斯（比阿特麗克斯（約1403–1447年3月12日歿於諾伊馬克特），
  1. 1424年在奧爾滕堡的與采列伯爵赫爾曼三世結婚；
  2. 1428年在里登堡與諾伊馬克特行宮伯爵約翰（英语：John, Count Palatine of Neumarkt）結婚。
3. 伊麗莎白（約1406年–1468年3月5日歿於海德堡），已婚：
  1. 1430年在緬恩斯與於利希-伯格公爵阿道夫（英语：Adolf, Duke of Jülich-Berg）結婚。
  2. 1440年在沃姆斯與萊寧根伯爵赫索結婚。
4. 阿瑪莉（1408年–1432年），慕尼黑聖克拉拉修道院的修女。